# 中华人民共和国刑法
《中华人民共和国刑法》为中华人民共和国的一部法律，是中华人民共和国的刑法体系的核心。截止2023年，中华人民共和国的刑法体系由《中华人民共和国刑法》、十二部修正案、2009年修改决定以及单行刑法组成。

## 任务
《中华人民共和国刑法》现行版本，总则第二条等款明确立法任务：中华人民共和国刑法的任务，是用刑罚同一切犯罪行为作斗争，以保卫国家安全，保卫人民民主专政的政权和社会主义制度，保护国有财产和劳动群众集体所有的财产，保护公民私人所有的财产，保护公民的人身权利、民主权利和其他权利，维护社会秩序、经济秩序，保障社会主义建设事业的顺利进行。
凡在中华人民共和国领域内犯罪的，除法律有特别规定的以外，都适用本法。凡在中华人民共和国船舶或者航空器内犯罪的，也适用本法。犯罪的行为或者结果有一项发生在中华人民共和国领域内的，就认为是在中华人民共和国领域内犯罪。

## 机能
《中华人民共和国刑法》的成文条款，因在普遍意义上具有束缚国家机关打击犯罪的作用，所以具有保护机能和保障机能两个机能。《中华人民共和国刑法》利用其保护机能来保护公民并惩罚犯罪人，利用保障机能保护犯罪人的人权。《中华人民共和国刑法》通过罪刑法定原则、罪刑相适应原则及平等原则来体现其机能。
罪刑法定原则规定，法律条款无明文规定的，不得认定为犯罪或实施处罚。这一原则的基本精神为限制国家的刑罚权。

## 制定背景
早在中华人民共和国成立以前，中国共产党领导的各政权曾先后制定一系列刑事法规，如1934年中央苏区颁布的《中华苏维埃共和国惩治反革命条例》、1939年陕甘宁边区颁布的《抗战时期惩治汉奸条例（草案）》、1942年晋察冀边区颁布的《破坏坚壁财物惩治办法》、1943年晋冀鲁豫边区颁布《妨害婚姻治罪暂行条例》、1947年东北行政委员会颁布的《东北解放区惩治贪污暂行条例》等等。
中华人民共和国成立后，先后制定了若干单行刑事法规，如1950年《关于严禁鸦片烟毒的通令》、《禁止珍贵文物图书出口暂行办法》，1951年《中华人民共和国禁止国家货币出入国境办法》、《妨害国家货币治罪暂行条例》、《中华人民共和国惩治反革命条例》、《保守国家机密暂行条例》，1952年《中华人民共和国惩治贪污条例》、《管制反革命分子暂行办法》等等。这些单行刑事法规为《中华人民共和国刑法》的起草奠定了基础。 
1950年，中央人民政府法制委员会开始《刑法》的起草工作。到1954年9月，已起草了《中华人民共和国刑法大纲草案》（共157条）和《中华人民共和国刑法指导原则草案（初稿）》（共76条）。1954年10月，《中华人民共和国刑法》起草工作正式开始，到1957年6月28日已起草22稿。此后，由于“左”倾思想、法律虚无主义抬头，刑事立法工作陷入停顿。直到1962年毛泽东在七千人大会上批评法律虚无主义后，同年5月全国人民代表大会常务委员会法律室在此前22稿的基础上继续起草，到1963年10月9日已写出33稿。但後來受到社会主义教育运动和文化大革命的影響，起草工作停止。
文革結束後，在原有33稿的基础上，新起草的《刑法草案》根據新的情況和問題進行了較大修改，其中第4稿获得中共中央政治局原则通过。經過全国人民代表大会常务委员会法制委员会全体会议和第五届全国人民代表大会常务委员会第八次会议审议、修改後，提交第五届全国人民代表大会第二次会议进行审议、修改和补充。1979年3月，全国人民代表大会常务委员会法制委员会形成第5稿。最终，《中华人民共和国刑法》于1979年7月1日经第五届全国人民代表大会第二次会议通过，1979年7月6日公布，自1980年1月1日起施行，是中华人民共和国首部刑法典。

## 历次修订
自1980年刑法施行，至1997年刑法修订，立法机关共颁布23个单行刑法。这些单行刑法已被列入1997年修订后的刑法附则的附件一、附件二中，或予以废止，或废止其中的刑事法律部分：
1. 《中华人民共和国惩治军人违反职责罪暂行条例》
2. 《全国人民代表大会常务委员会关于严惩严重破坏经济的罪犯的决定》
3. 《全国人民代表大会常务委员会关于严惩严重危害社会治安的犯罪分子的决定》
4. 《全国人民代表大会常务委员会关于惩治走私罪的补充规定》
5. 《全国人民代表大会常务委员会关于惩治贪污罪贿赂罪的补充规定》
6. 《全国人民代表大会常务委员会关于惩治泄露国家秘密犯罪的补充规定》
7. 《全国人民代表大会常务委员会关于惩治捕杀国家重点保护的珍贵、濒危野生动物犯罪的补充规定》
8. 《全国人民代表大会常务委员会关于惩治侮辱中华人民共和国国旗国徽罪的决定》
9. 《全国人民代表大会常务委员会关于惩治盗掘古文化遗址古墓葬犯罪的补充规定》
10. 《全国人民代表大会常务委员会关于惩治劫持航空器犯罪分子的决定》
11. 《全国人民代表大会常务委员会关于惩治假冒注册商标犯罪的补充规定》
12. 《全国人民代表大会常务委员会关于惩治生产、销售伪劣商品犯罪的决定》
13. 《全国人民代表大会常务委员会关于惩治侵犯著作权的犯罪的决定》
14. 《全国人民代表大会常务委员会关于惩治违反公司法的犯罪的决定》
15. 《全国人民代表大会常务委员会关于处理逃跑或者重新犯罪的劳改犯和劳教人员的决定》
16. 《全国人民代表大会常务委员会关于禁毒的决定》
17. 《全国人民代表大会常务委员会关于惩治走私、制作、贩卖、传播淫秽物品的犯罪分子的决定》
18. 《全国人民代表大会常务委员会关于严惩拐卖、绑架妇女、儿童的犯罪分子的决定》
19. 《全国人民代表大会常务委员会关于严禁卖淫嫖娼的决定》
20. 《全国人民代表大会常务委员会关于惩治偷税、抗税犯罪的补充规定》
21. 《全国人民代表大会常务委员会关于严惩组织、运送他人偷越国（边）境犯罪的补充规定》
22. 《全国人民代表大会常务委员会关于惩治破坏金融秩序犯罪的决定》
23. 《全国人民代表大会常务委员会关于惩治虚开、伪造和非法出售增值税专用发票犯罪的决定》

此外，从1980年到1997年，行政法、经济法、民事法律当中有关刑事法律的条款共一百多条，法学界称为附属刑法。
1997年3月14日，第八届全国人民代表大会第五次会议修订《中华人民共和国刑法》，1997年3月14日公布，自1997年10月1日起施行。
此后，《中华人民共和国刑法》又进行过多次修改：
| 通过日期       | 实施日期       | 名称                                                 | 通过会议                           | 通过会议       |
| -------------- | -------------- | ---------------------------------------------------- | ---------------------------------- | -------------- |
| 1999年12月25日 | 1999年12月25日 | 《中华人民共和国刑法修正案》                         | 第九届全国人民代表大会常务委员会   | 第十三次会议   |
| 2001年8月31日  | 2001年8月31日  | 《中华人民共和国刑法修正案（二）》                   | 第九届全国人民代表大会常务委员会   | 第二十三次会议 |
| 2001年12月29日 | 2001年12月29日 | 《中华人民共和国刑法修正案（三）》                   | 第九届全国人民代表大会常务委员会   | 第二十五次会议 |
| 2002年12月28日 | 2002年12月28日 | 《中华人民共和国刑法修正案（四）》                   | 第九届全国人民代表大会常务委员会   | 第三十一次会议 |
| 2005年2月28日  | 2005年2月28日  | 《中华人民共和国刑法修正案（五）》                   | 第十届全国人民代表大会常务委员会   | 第十四次会议   |
| 2006年6月29日  | 2006年6月29日  | 《中华人民共和国刑法修正案（六）》                   | 第十届全国人民代表大会常务委员会   | 第二十二次会议 |
| 2009年2月28日  | 2009年2月28日  | 《中华人民共和国刑法修正案（七）》                   | 第十一届全国人民代表大会常务委员会 | 第七次会议     |
| 2009年8月27日  | 2009年8月27日  | 《全国人民代表大会常务委员会关于修改部分法律的决定》 | 第十一届全国人民代表大会常务委员会 | 第十次会议     |
| 2011年2月25日  | 2011年5月1日   | 《中华人民共和国刑法修正案（八）》                   | 第十一届全国人民代表大会常务委员会 | 第十九次会议   |
| 2015年8月29日  | 2015年11月1日  | 《中华人民共和国刑法修正案（九）》                   | 第十二届全国人民代表大会常务委员会 | 第十六次会议   |
| 2017年11月4日  | 2017年11月4日  | 《中华人民共和国刑法修正案（十）》                   | 第十二届全国人民代表大会常务委员会 | 第三十次会议   |
| 2020年12月26日 | 2021年3月1日   | 《中华人民共和国刑法修正案（十一）》                 | 第十三届全国人民代表大会常务委员会 | 第二十四次会议 |
| 2023年12月29日 | 2024年3月1日   | 《中华人民共和国刑法修正案（十二）》                 | 第十四届全国人民代表大会常务委员会 | 第七次会议     |

自1997年刑法修订后，立法机关颁布有单行刑法：
- 1998年12月29日，《全国人民代表大会常务委员会关于惩治骗购外汇、逃汇和非法买卖外汇犯罪的决定》经第九届全国人民代表大会常务委员会第六次会议通过，同日公布施行。

2020年6月30日，《中华人民共和国香港特别行政区维护国家安全法》经第十三届全国人民代表大会常务委员会第二十次会议通过，同日公布施行。部分学者认为列入《香港特别行政区基本法》附件三的《中华人民共和国香港特别行政区维护国家安全法（第三章）》具有单行刑法的一定特点，但条文并未明确为对刑法做出的补充修改，且中华人民共和国刑法并不直接适用于香港特别行政区，故学界对是否认为是单行刑法存在不同看法。

## 常用重要修正與釋義
- 刑法修正案（四）中第339條3款改為以原料利用为名，进口不能用作原料的废物，依照第152条可處五年以上有期徒刑，并处罚金，情節輕微也處五年以下徒刑。
- 刑法修正案（四）中第244條增加，雇用16歲以下童工從事體力、高空、井下等勞動，处三年以上七年以下有期徒刑并处罚金，情節輕微也處三年以下徒刑。
- 刑法修正案（四）中第399條改為司法工作人员徇私枉法，冤人入罪或開脫有罪者，依情節处五年以下到十年以上不等徒刑。[10]
- 刑法修正案（八）将醉驾行为定为犯罪。
- 刑法修正案（九）中已經於刑法第37条后增加一条第37条之一，利用职业便利实施犯罪者，可以追加禁止其自刑罚执行完毕之日或者假释之日起从事相关职业，期限为三年至五年。違反此從業條款的，可以再依第313条的规定定罪。[11]
- 刑法修正案（九）中第53條改為罚金在判决指定的期限内一次或者分期缴纳，否則法院在任何时候发现被执行人有可执行财产都可執行。
- 刑法修正案（九）中第120條相關恐怖組織條款，大幅加重，恐怖活动培训的资助者、培訓者、人員運輸者、聯絡介紹者、散播宣傳廣告者皆入刑，輕五年以下有期徒刑、拘役、管制，情節重者五年以上并处罚金或者没收财产。另以各式极端主义言論煽动干擾法律确立的婚姻、司法、教育、社会管理等制度理念实施，[11]處三年以下徒刑，情节严重处三年以上七年以下有期徒刑，并处罚金。持有极端主义的图书、音频视频资料者依情節處罰金至最高3年徒刑範圍內處罰。
- 刑法修正案（九）中汽車駕駛相關處罰加重，個人追逐竞驶、醉酒駕駛、旅客运输業者超过额定乘员载客或超速載客皆入刑法，另运输危险化学品卻防護措施不當者也入刑，处拘役并处罚金。
- 刑法修正案（九）中第170條偽造貨幣罪改為部分情節嚴重者可处十年以上有期徒刑或者无期徒刑，并处罚金或没收财产，包含集团的首要分子或偽鈔數額巨大者。
- 刑法修正案（九）第392條行賄相關，其中第一款改為向国家工作人员介绍贿赂，情节严重的，处三年以下有期徒刑或者拘役，并处罚金。
- 刑法修正案（十）入刑在公共场合侮辱国歌的行为被写入刑法，情节严重可处3年以下有期徒刑。
- 根據《最高人民法院適用中華人民共和國刑事訴訟法的解釋》[12] 犯罪行為造成損失的受害者法規只判賠物質損失和誤工費，提起民事訴訟要求賠償「精神損失」的，法院一律不予受理。
- 刑法修正案（十一）将侮辱、诽谤英雄烈士行为规定為损害社会公共利益，情节严重的，处三年以下有期徒刑、拘役、管制或者剥夺政治权利[13][14]。同時最低刑事责任年龄下调至十二周岁（只针对特别情况，即“犯故意杀人、故意伤害罪，致人死亡或者以特别残忍手段致人重伤造成严重残疾，情节恶劣，经最高人民检察院核准追诉的”）。针对社会热点问题，还作出将暴力袭警单独入刑、冒名顶替上大学行为入刑，组织、强迫运动员使用兴奋剂入刑等修订[15][16]。

## 刑法的应用
由于刑法文本本身拥有的外延含义，最高人民法院、最高人民检察院等司法机关会因个案而针对刑法出台司法解释等，用于在刑法文本内容范围内进行特殊说明，便于未来审判需要。然而，为确保立法权、司法权的互相独立，司法解释不被视为立法行为。

## 延伸阅读
[在维基数据编辑]
 在维基文库阅读本作品原文
 《中华人民共和国刑法 (1998年)》
 《中华人民共和国刑法 (2011年)》
 《中华人民共和国刑法 (2001年12月)》
 《中华人民共和国刑法 (2005年)》
 《中华人民共和国刑法 (2020年)》